# Arablärka
Arablärka (Eremalauda eremodites) är en fågelart i familjen lärkor inom ordningen tättingar förekommande i Mellanöstern. Tidigare behandlades den och saharalärkan som en och samma art, med svenska namnet streckad ökenlärka.

## Utseende och läte
Denna fågel är en satt och rundhuvad lärka med upprätt hållning samt i flykten breda och runda vingar och kort stjärt. Den
är mycket lik saharalärka men skiljer sig genom större storlek, kraftigare ansiktsteckning, mörkare streckning på huvudet samt mer rostfärgad grundfärg med grå anstrykning ovan. Sången består av stigande och fallande melankoliska visslingar med inslag av mekaniska ljud.

## Utbredning och systematik
Fågeln förekommer nomadiskt i Mellanöstern genom Jordanien (al-Azraq), norra och centrala Saudiarabien, Kuwait, södra Jemen och Oman. Den har också sporadiskt häckat i södra Israel och Syrien. Fågeln betraktas traditionellt som underart till Eremalauda dunni, men urskiljs allt oftare som egen art.

## Levnadssätt
Fågeln föredrar platta ökenmiljöer med hårt packad sand eller grus. Födan är dåligt känd, men tros huvudsakligen bestå av små frön. Den har dock setts mata ungar med fjärilslarver i Saudiarabien. Det finns också begränsad kunskap om dess häckningsbiologi. Den tros lägga en kull, huvudsakligen mellan slutet av februari och juni och framför allt mars-maj.

## Status och hot
Arten har ett stort utbredningsområde och en stor population med stabil utveckling och tros inte vara utsatt för något substantiellt hot. Utifrån dessa kriterier kategoriserar internationella naturvårdsunionen IUCN arten som livskraftig (LC). Världspopulationen har uppskattats till två miljoner par.

## Namn
Både artens släktnamn och artnamn syftar på dess förkärlek för ökenmiljöer, där Eremalauda betyder "ökenlärka" och eremodites "ökendykare".